# Stemmocrypta antennata
Stemmocrypta antennata (лат.) — вид хищных клопов, выделяемый в отдельные монотипические род Stemmocrypta и семейство Stemmocryptidae. Папуа — Новая Гвинея. Тело мелкое, вытянутое светло-коричневое, длина от 2,2 до 2,4 мм. Лабиум 4-члениковый: первые два членика короткие, два последних (3 и 4-й) длинные. Голова направлена вперёд. Формула лапок у самок 2-2-3, а у самцов 3-3-3. Гениталии самцов асимметричные.

## Систематика
Вид был впервые описан в 1983 году чешским энтомологом профессором Павлом Стысем (Pavel Štys; Professor of Zoology, Карлов университет, Прага, Чехия) и выделен в отдельное семейство клопов Stemmocryptidae, которое отличается от прочих представителей надсемейства Dipsocoromorpha длинным 2-м члеником усиков (он равен по длине третьему сегменту, в то время как у других семейств он короткий и толстый) и расположенными позади сложных глаз оцеллиями (у других семейств, если оцеллии развиты, то находятся между глазами).